# ماري-بيير كونيغ
ماري-بيير كونيغ هو عسكري وسياسي فرنسي، ولد في 10 أكتوبر 1898 في كان في فرنسا، وتوفي في 2 سبتمبر 1970 في نويي-سور-سين في فرنسا. نشط حزبياً في تجمع الشعب الفرنسي.

## مناصب
- انتخب الحاكم العسكري لباريس.
- انتخب ممثل الجمعية البرلمانية لمجلس أوروبا [الإنجليزية]‏ لترشحه ضمن قائمة فرنسا، (26 نوفمبر 1951 – 27 أكتوبر 1955).
- انتخب نائب فرنسي عن دائرة الراين الأسفل وقد انضم خلال فترته النيابية  [لغات أخرى]‏ (19 يناير 1956 – 5 ديسمبر 1958) للكتلة البرلمانية .
- انتخب نائب فرنسي عن دائرة الراين الأسفل وقد انضم خلال فترته النيابية  [لغات أخرى]‏ (5 يوليو 1951 – 1 ديسمبر 1955) للكتلة البرلمانية .

## وصلات خارجية
- ماري-بيير كونيغ على موقع IMDb (الإنجليزية)
- ماري-بيير كونيغ على موقع الموسوعة البريطانية (الإنجليزية)
- ماري-بيير كونيغ على موقع مونزينجر (الألمانية)